# Таш-Дёбё
Таш-Дёбё (кирг. Таш-Дөбө) — село в Аламудунском районе Чуйской области Кыргызстана. Административный центр Таш-Дёбёнского аильного округа. Код СОАТЕ — 41708 203 864 01 0.

## Население
| год     | 2009 | 2014 | 2015 |
| ------- | ---- | ---- | ---- |
| человек | 6381 | 5561 | 5397 |

## Персоналии
- Бейшеналиева, Бюбюсара (1926—1973) — первая киргизская балерина, Народная артистка СССР (1958).
- Уразбеков, Абдукадыр (1899—1938) — киргизский политический и государственный деятель, Председатель Президиума Центрального исполнительного комитета Киргизской АССР / Киргизской ССР